# Таблиця медалей зимових Паралімпійських ігор 1976
Таблиця медалей зимових Паралімпійських ігор 1976 — це перелік національних олімпійських комітетів, показаний за кількістю медалей, здобутих під час зимових Паралімпійських ігор, що проходили  у Ерншельдсвіку, Швеція з 21 по 28 лютого.

## Таблиця
Легенда
      Країна-господар
| Місце | Країна            | Золото | Срібло | Бронза | Загалом |
| ----- | ----------------- | ------ | ------ | ------ | ------- |
| 1     | ФРН               | 10     | 12     | 6      | 28      |
| 2     | Швейцарія         | 10     | 1      | 1      | 12      |
| 3     | Фінляндія         | 8      | 7      | 7      | 22      |
| 4     | Норвегія          | 7      | 3      | 2      | 12      |
| 5     | Швеція            | 6      | 7      | 7      | 20      |
| 6     | Австрія           | 5      | 16     | 14     | 35      |
| 7     | Чехословаччина    | 3      | 0      | 0      | 3       |
| 8     | Франція           | 2      | 0      | 3      | 5       |
| 9     | Канада            | 2      | 0      | 2      | 4       |
| 10    | Бельгія           | 0      | 0      | 0      | 0       |
| 10    | Велика Британія   | 0      | 0      | 0      | 0       |
| 10    | Японія            | 0      | 0      | 0      | 0       |
| 10    | Польща            | 0      | 0      | 0      | 0       |
| 10    | США               | 0      | 0      | 0      | 0       |
| 10    | Уганда            | 0      | 0      | 0      | 0       |
| 10    | Югославія         | 0      | 0      | 0      | 0       |
|       | Всього (16 країн) | 53     | 46     | 42     | 141     |